# Pernampattu
Pernampattu là một thị xã panchayat của quận Vellore thuộc bang Tamil Nadu, Ấn Độ.

## Nhân khẩu
Theo điều tra dân số năm 2001 của Ấn Độ, Pernampattu có dân số 41.323 người. Phái nam chiếm 50% tổng số dân và phái nữ chiếm 50%. Pernampattu có tỷ lệ 59% biết đọc biết viết, thấp hơn tỷ lệ trung bình toàn quốc là 59,5%: tỷ lệ cho phái nam là 66%, và tỷ lệ cho phái nữ là 51%. Tại Pernampattu, 15% dân số nhỏ hơn 6 tuổi.